# Ossip Bernstein
Ossip Samoilovich Bernstein (Zhytomyr, 20 de setembro de 1882 – França, 30 de novembro de 1962) foi um Grande Mestre de xadrez e árbitro Internacional ucraniano. 

## Biografia
Nasceu em uma família de ascendência judaica e dedicava tempo ao xadrez enquanto estudando direito. Em 1903, ficou em segundo lugar no torneio All-russian Championship em Kiev, atrás de Mikhail Chigorin. Participou de nove torneios internacionais e seus melhores resultados até 1914 foram o primeiro lugar em Oostende (1907) dividido com Akiba Rubinstein e segundo lugar em Vilnius (1912). Após perder sua fortuna na revolução russa de 1917, mudou-se para Paris onde adquiriu fortuna novamente. 
Em 1918, após a Revolução de Outubro, Bernstein foi preso em Odessa pela Tcheka (a primeira polícia secreta bolchevique). Ele foi condenado a ser baleado por um pelotão de fuzilamento, pois era um conselheiro legal para os banqueiros. Quando o pelotão de fuzilamento se enfileirou, um oficial superior pediu para ver a lista de nomes dos prisioneiros. Descobrindo o nome de Ossip Bernstein, o oficial perguntou se ele era o famoso mestre do xadrez. Não satisfeito com a resposta afirmativa de Bernstein, o oficial fez Bernstein jogar com ele. Se Bernstein perdesse ou empatasse, ele seria morto. Bernstein ganhou em poucos movimentos e foi liberado. Ele escapou em um navio britânico e se estabeleceu em Paris. 
Bernstein foi um homem de negócios de sucesso que obteve uma riqueza considerável antes de perdê-la na Revolução Bolchevique. Ele ganhou uma segunda fortuna que foi perdida na Grande Depressão, e uma terceira que foi perdida quando a França foi invadida pela Alemanha nazista em 1940. Suas origens judaicas significavam que ele não poderia permanecer na França ocupada pelos nazistas, e ele foi forçado a fugir para a Espanha e se estabeleceram em Barcelona.
Em 1932, após uma ausência de 18 anos, realizou um match para treinamento com Alexander Alekhine (+1=2-1) em 1933. Após a segunda guerra mundial, participou de eventos internacionais ocasionalmente tendo representado a França nas Olimpíada de xadrez de 1954.
Bernstein morreu em um sanatório nos Pireneus franceses em 1962.